# Mordellistena rubrilabris
Mordellistena rubrilabris är en skalbaggsart som beskrevs av Helmuth 1864. Mordellistena rubrilabris ingår i släktet Mordellistena och familjen tornbaggar. Inga underarter finns listade i Catalogue of Life.